# Маній Емілій Лепід (консул 66 до н. е.)
Маній Емілій Лепід (лат. Manius Aemilius Lepidus) — давньоримський політик, консул 66 р. до н. е.

## Біографія
Походив з патриціанського роду Еміліїв. Народився близько 109 р. до н. е. Його батьком імовірно був Маній Емілій Лепід, монетарій. Мав сина — Квінта Емілія Лепіда, консула 21 р. до н. е.
У період між 84 та 78 рр. до н. е. знаходився в Азії на посаді проквестора. До 69 р. до н. е. обіймав посаду претора. Був обраний консулом у 66 р. до н. е. разом з Луцієм Волкацієм Туллом. Підтримав Гнея Корнелія, якого звинуватили в образі величі римського народу.
Згадується серед багатьох консулярів, що підтримали Цицерона при придушенні заколоту Катіліни у 63 р. до н. е. Він відмовився прийняти у своїй домівці Катіліну, який бажав бути добровільно взятим під варту, аби зняти з себе підозру, а в грудні того ж року Маній Емілій підтримав пропозицію про смертний вирок прибічникам Катіліни.
У 49 р. до н. е., на самому початку громадянської війни, зичив перемогу Гнею Помпею, але не наважився відплити з ним до Епіра і залишився в Італії.